# デジタルマンガ協会
デジタルマンガ協会（デジタルマンガきょうかい）は、日本の漫画関係者による任意団体である。

## 概要
デジタル表現を利用した漫画（デジタルコミック）の創作技術の追求と、デジタル化によって生じる著作権問題の研究を目的として発足。
- 2003年 - 漫画家のモンキー・パンチ・伊万里すみ子・日野日出志・立野康一が発起人となり、モンキーパンチが会長、立野が事務局長に就任。
- 2005年 -  ちばてつやと里中満智子が副会長に就任。
- 2007年 - 日本マクドナルドが公式スポンサーとなり[1]、各種コラボレーションを実施。[2][3]
- 2010年 - 2010年4月の会員数は73名。[4]。（2013年現在の会員数は不明[5]）
- 2011年 - 立野康一が事務局長を辞任。 山田ゴロが事務局長に就任。
- 2012年 - モンキー・パンチが会長を辞任。
- 2013年 - 里中満智子が会長に就任。

## 歴代役員
| 期 | 会長             | 副会長                 | 事務局長 | 任期           |
| -- | ---------------- | ---------------------- | -------- | -------------- |
| 1  | モンキー・パンチ | 里中満智子・ちばてつや | 立野康一 | 2003年〜2012年 |
| 2  | 里中満智子       | ちばてつや             | 山田ゴロ | 2013年〜       |

## 基本方針
- デジタルならではの表現にあふれた作品づくりに取り組む。
- デジタルによる制作をより広く発表するための環境を整えるために努力する。
- デジタルマンガの著作権の国際基準を確立するための研究とアピールにつとめる。
- デジタルによる創作の幅を広げるためのソフトウエア及びハードウエア開発への積極的な協力につとめる。

## デジタルマンガ大賞
毎日コミュニケーションとの共催により、2005年に第1回が開催された。以後は以下の行事の記念イベントとして開催している。
- 2005年 - 2005年日本国際博覧会（第2回）[6]
- 2008年 - 第9回国際マンガサミット京都大会（第3回）[7]

## デジタルマンガ・コンテスト
- 2012年 - 第13回国際マンガサミット鳥取大会（デジタルマンガ・コンテスト2012）[8]

## マンガフォーラム
- 第1回 2010年2月8日 
  - 開会式（原田永幸）
  - トークショー「マンガフォーラム」（モンキー・パンチ、花村えい子、ちばてつや、ビッグ錠、里中満智子）
  - BigAmeria試食
  - マック・アドベンチャー（漫画家クルー体験）
- 第2回 2010年4月30日
  - トークショー「食マンガについて語る」（ビッグ錠、土山しげる、倉田よしみ、司会：久保恵子）
  - チキンタツタ試食
  - 漫画家による添削会
  - マック・アドベンチャー（漫画家クルー体験）
- 第3回 2010年6月15日
  - トークショー「人を描く」（ウノ・カマキリ、いご昭二）
  - CHIKEN BURGER試食
  - iPhoneアプリ「マックでマンガ」告知
  - 漫画家による添削会
  - マック・アドベンチャー（漫画家クルー体験）
- 第4回 2010年8月11日
  - デジタルマンガ入門（山田ゴロ、桜多吾作）
  - ミニライブ（マクドナルドクルー）
  - ソーセージエッグマフィン試食
  - iPhoneアプリ「マックでマンガ」リリース報告
  - 漫画家による添削会
  - マック・アドベンチャー（漫画家クルー体験）
- 第5回 2010年10月22日
  - セミナー「マンガの制作現場」（倉田よしみ）
  - アイコンチキン試食
  - iPhoneアプリ「マックでマンガ」ゲーム告知
  - 漫画家による添削会
  - マック・アドベンチャー（漫画家クルー体験）
- 第6回 2010年12月22日
  - トークショー（モンキー・パンチ、立野康一）
  - テキストバーガー試食
  - 漫画家による添削会
  - マック・アドベンチャー（漫画家クルー体験）
- 第7回 2011年2月18日
  - デジタルマンガ入門（土山しげる、ねもと章子）
  - BigAmerica2試食
  - 漫画家による添削会
  - マック・アドベンチャー（漫画家クルー体験）
- 第8回 2011年10月4日
  - Skype講座（北神諒）
  - KBQバーガー試食
  - Blog開設講座（おがたたかはる）
  - 漫画家による添削会
- 第9回 2011年12月1日
  - FLASH講座（大石真衣子）
  - BigAmerica2試食
  - （くるくる紙芝居：中本繁）
  - 漫画家による添削会